# Movimiento Aceh Libre

La bandera del movimiento.

El Movimiento Aceh Libre (en indonesio: Gerakan Aceh Merdeka o simplemente GAM) también conocido como el Frente de Liberación Nacional de Aceh Sumatra, fue un movimiento separatista que buscaba la independencia de la región Aceh, de Sumatra (Indonesia). La organización abandonó sus actividades con el acuerdo de paz con el gobierno indonesio de 2005. El gobierno de Indonesia llamó al grupo el Movimiento de disturbios de la seguridad de Aceh.